# Лотоцький Олександр Гнатович
Олекса́ндр Ігна́тович Лото́цький (9 (21) березня 1870, Бронниця, Подільська губернія, Російська імперія — 22 жовтня 1939, Варшава, Генеральна губернія) — український громадсько-політичний діяч, письменник, публіцист, науковець. Автор мемуарів.

## Життєпис
Олександр Лотоцький народився 9 березня 1870 року в с. Бронниці біля Могилева на Поділлі у сім'ї православного священика Гната Лотоцького. Лотоцькі належали до давнього боярського і військово-земянського роду, відомого з XV ст. та спорідненого з князями Друцькими, Соколинськими, Юрагами-Гедройцями. Мати — донька відомого протоієрея Северіяна Дложевського, вихованка приватного польського пансіону.
Закінчив Київську духовну академію (1896).

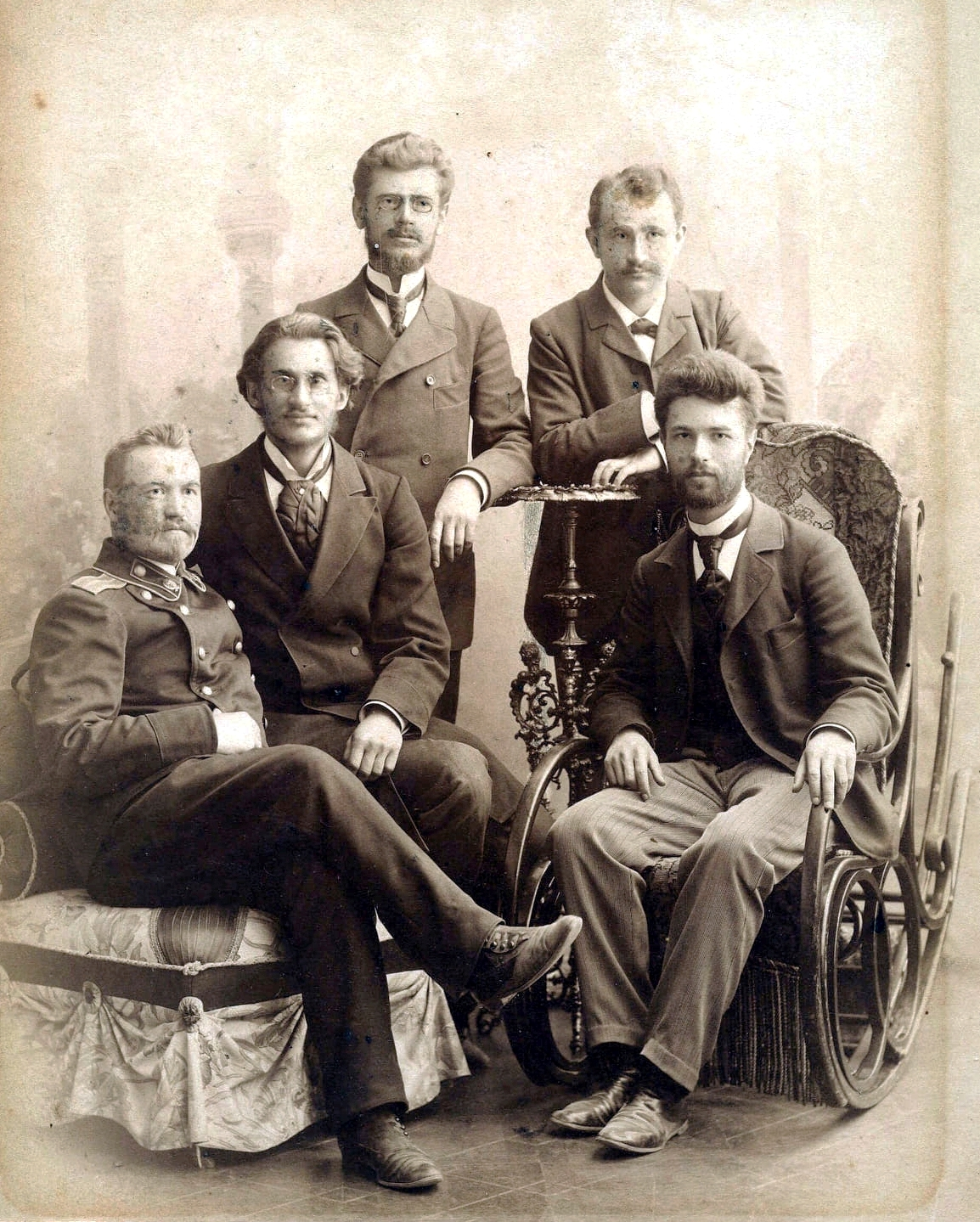
Світлина гурту «віківців». Сидять (зліва направо): О. Лотоцький, В. Доманицький, С. Єфремов. Стоять: Ф. Матушевський, В. Дурдуківський. Київ, початок 1900-х рр.

У 1900–1917 роках — урядовець державного контролю в Києві та Санкт-Петербурзі. Секретар Благодійного товариства видання загальнокорисних і дешевих книг. Член Товариства українських поступовців. У 1917 році — один з організаторів Української Національної Ради у Петрограді, російський губерніальний комісар Буковини та Покуття. Восени 1917 року — генеральний писар Генерального Секретаріату України.
Співзасновник видавництва «Вік», ініціатор повного видання «Кобзаря» 1907 року та рішення Російської Академії наук «Об отмене стеснения малорусского печатного слова» 1910 року.
На початку 1918 року — Державний контролер УНР. У другій половині жовтня 1918 року внаслідок реорганізації Ради міністрів Української Держави й включення до нового кабінету Федора Лизогуба «групи національно свідомих діячів» став міністром ісповідань. Як міністр ісповідань за Директорії домігся проголошення автокефалії Української православної церкви 1919 року.
У 1919–1920 роках — голова дипломатичної місії УНР в Османській імперії.
У 1927–1930 роках — міністр внутрішніх справ уряду УНР в екзилі. У 1929–1939 роках викладав історію слов'янських і румунської православних церков на Студіумі православного богослов'я Варшавського університету. Засновник і директор Українського наукового інституту у Варшаві (1930–1938). Друкувався у варшавському двомісячнику «Sprawy Narodowościowe», журналах «Przegląd Współczesny», «Elpis», «Тризуб», «Записки НТШ», «Духовна Бесіда» та інших.

## Творчий доробок
Автор художніх творів «Батьків гріх», «Заручини», «Сестра», «Сільський сатирик»; мемуарів «Сторінки минулого» (1932—1934), «У Царгороді» (1939); казок для дітей «Пригоди Вовка неситого» [Архівовано 27 березня 2019 у Wayback Machine.], «Зайчик-Побігайчик», «Лисичка-сестричка»; хрестоматії дитячої літератури «Вінок» (1905, 1911); «Колобок» [Архівовано 27 березня 2019 у Wayback Machine.](1916); перекладів грузинських поетів; праць «Життя Ісуса Христа» (1918), «Північний вогник. 1898—1918» (1918), «Українські джерела церковного права» (1931), двотомної праці «Автокефалія» (1935, 1938) та інших творів.
Окремі видання:
- Лотоцький О. Історично-літературні перспективи Грузії. 1910
- Лотоцький О. Українські джерела церковного права. — Варшава, 1931. — 320 с.
- Лотоцький О. Державницький світогляд Т. Шевченка. — Львів, 1937.
- Лотоцький О. Автокефалія. Том 1. Засади автокефалії. — Варшава, 1935. — 208 с. [Архівовано 6 березня 2019 у Wayback Machine.]
- Лотоцький О. Автокефалія. Том 2. Нариси історії автокефальних церков. — Варшава, 1938. — 560 с.
- Лотоцький О. Автокефалія. Том 1. Засади автокефалії. Репринтне відтворення. Українська Православна Церква Київського Патріархату. — Київ, 1999. — 208 с.
- Лотоцький О. Автокефалія. Том 2. Нариси історії автокефальних церков. Репринтне відтворення. Українська Православна Церква Київського Патріархату. — Київ, 1999. — 560 с.
- Лотоцький-Білоусенко О. Зайчик-Побігайчик. — Торонто: Євшанзілля, 1974. — 64 с.
- Лотоцький О. Сторінки минулого. — Варшава, 1932. — 277 с.
- Лотоцький О. Сторінки минулого. Частина перша. Репринтне видання Української Православної Церкви в США, 1966. — 289 с.
- Лотоцький О. Сторінки минулого. Частина друга. Репринтне видання Української Православної Церкви в США, 1966. — 488 с.
- Лотоцький О. Сторінки минулого. Частина третя. Репринтне видання Української Православної Церкви в США, 1966. — 396 с.
- Лотоцький О. Сторінки минулого. Частина четверта. В Царгороді. Репринтне видання Української Православної Церкви в США, 1966. — 178 с.
- Лотоцький О. Листи до М. Коцюбинського // Листи до Михайла Коцюбинського / Упорядк. та комент. В. Мазного. — Ніжин, 2002. — Т. ІІІ: Карманський-Мочульський. — С. 265—271.
- Лотоцький О. Церковний Устав князя Володимира Великого / Олександер Лотоцький. — Львів: Накладом Наук. т-ва ім. Шевченка, 1925. — 44 с. [Архівовано 27 березня 2019 у Wayback Machine.]
- Лотоцький О. Симон Петлюра / Олександер Лотоцький. — Б. м. : Накладом ком. Для вшанування X річниці смерти Симона Петлюри, 1936. — 118 с. : портр. [Архівовано 27 березня 2019 у Wayback Machine.]
- Лотоцький О. Українські джерела церковного права / О. Лотоцький ; ред. Р. Смаль-Стоцький. — Варшава: б. в., 1931. — 320 с. — (Праці Українського наукового ін-ту ; т. 5. — (Серія правнича ; кн. 1). [Архівовано 27 березня 2019 у Wayback Machine.]
- Лотоцький О. Сторінки минулого = Strony z przeszłości = Notes et souvenirs. Ч. 1 / О. Лотоцький ; ред. Р. Смаль-Стоцький. — Варшава: Друк. оо. Василіян у Жовкві, 1932. — 286 с. — (Праці Українського наукового інституту ; т. 6). — (Серія мемуарів ; кн. 2). [Архівовано 27 березня 2019 у Wayback Machine.]
- Лотоцький О. Сторінки минулого. Ч. 3 / О. Лотоцький ; ред. Р. Смаль-Стоцький. — Варшава: З друк. наук. т-ва ім. Шевченка у Львові, 1934. — 394 с. — (Праці Українського наукового інституту ; т. 21). — (Серія мемуарів ; кн. 4). [Архівовано 27 березня 2019 у Wayback Machine.]
- Лотоцький О. На ріках вавилонських: зб. ст. / Олександер Лотоцький. — Львів: Накладом Вид. Кооперативи «Хортиця» у Львові, 1938. — 195 с. [Архівовано 27 березня 2019 у Wayback Machine.]
- Лотоцький О. В Царгороді / О. Лотоцький. — Варшава: Друк. Наук. т-ва ім. Шевченка, 1939. — 180 с. — (Праці Українського наукового ін-ту ; т. 40). — (Серія мемуарів ; кн. 5). [Архівовано 27 березня 2019 у Wayback Machine.]

### Книга «Українське питання»
У 1914 році, завдяки зусиллями співробітників московського журналу «Украинская Жизнь» (укр. Українське життя), було видано книгу-збірку Українське питання. Статті у збірнику були анонімними й позначені просто як «укладені працівниками журналу „Українське Життя“», однак справжніми авторами були Леонід Жебуньов, Петро Стебницький та Олександр Лотоцький.

## Сім'я
- Донька — Токаржевська-Карашевич Оксана Олександрівна (1897—1950), діячка українського жіночого руху у Великій Британії.
- Зять — Князь Токаржевський-Карашевич Ян (1885—1954), український дипломат.

## Вшанування пам'яті
Постановою № 184-VIII Верховної Ради України від 11 лютого 2015 року 145 років із дня народження відзначалося на державному рівні.